# Altiplano (film)
Pour les articles homonymes, voir Altiplano (homonymie).
Pour plus de détails, voir Fiche technique et Distribution.
Altiplano est un film germano-belgo-néerlandais réalisé par Peter Brosens et Jessica Woodworth, sorti sur les écrans en Belgique et aux Pays-Bas en 2009 et en Allemagne en 2010.

## Fiche technique
- Dates de sortie[1] :
  -  Belgique : 25 novembre 2009
  -  Pays-Bas : 3 décembre 2009
  -  Allemagne : 24 juin 2010
  -  États-Unis : 20 août 2010
- Date de diffusion :
  -  France : 10 février 2012 sur Arte
- Réalisation : Peter Brosens et Jessica Woodworth
- Scénario : Jessica Woodworth et Peter Brosens
- Société de production :  Bo Films et Ma.Ja.De Filmproduktion
- Photographie : Francisco Gozon
- Musique : Michel Schöpping
- Montage : Nico Leunen
- Création des costumes :
- Ingénieur du son :
- Chef décorateur :  Florin Dima
- Direction artistique : Anne Fournier et Guillermo Iza
- Pays d'origine :  Allemagne |  Belgique |  Pays-Bas
- Genre : Film dramatique
- Durée : 109 minutes
- Dates de sortie :
  -  France : 20 mai 2009 (Festival de Cannes, Semaine de la critique)
  -  Australie : juin 2009 (Sydney International Film Festival)
  -  Finlande : 18 septembre 2009 (Festival international du film d'Helsinki)
  -  Brésil : 25 septembre 2009 (Festival international du film de Rio de Janeiro) / 23 octobre 2009 (Festival international du film de São Paulo)
  -  Thaïlande : 25 septembre 2009 (Festival international du film de Bangkok)
  -  Belgique : 10 octobre 2009 (Festival du film de Gand) / 25 novembre 2009 (sortie nationale)
  -  Grèce : 24 octobre 2009 (Panorama of European Cinema)
  -  Suède : 20 novembre 2009 (Festival international du film de Stockholm)
  -  Suède : 3 décembre 2009

## Distribution
- Magaly Solier : Saturnina
- Jasmin Tabatabai : Grace
- Olivier Gourmet : Max
- Arturo Anacarino Zarate : Orlando
- Malku Choquehuillca : Malku
- Edgar Condori : Nilo / Omar
- Behi Djanati Atai : Sami
- Hermelinda Luján : Rufina
- Sonia Loaiza : Luz
- Kian Khalili : Reza
- Norma Martínez : Mercedes
- Andreas Pietschmann : Paul
- Antonio Quevedo : Un soldat
- Edgar Quispe : Ignacio
- Rodolfo Rodríguez : Raúl

## Récompenses et distinctions

### Nominations
- 2010 : Prix du cinéma flamand :
  - Meilleur réalisateur
  - Prix du public
- 2011 : Magritte du cinéma : Meilleure coproduction